# Szmul Zygielbojm
Szmul Zygielbojm (in polacco: ˈʂmul zɨˈɡʲɛlbɔjm; in yiddish: שמואל זיגלבוים) (Borowica, 21 febbraio 1895 – Londra, 12 maggio 1943) è stato un politico e giornalista polacco socialista, sindacalista del Bund e membro del governo polacco in esilio.
Attivo come sindacalista, nel 1924 fu eletto nel Comitato centrale del Bund, dopo l'invasione della Polonia del 1939 fu eletto membro dello Judenrat a Varsavia. Fuggì in Inghilterra dove entrò a far parte del Consiglio nazionale del governo polacco in esilio.
Durante il suo esilio, Zygielbojm incontrò Jan Karski e cercò di rendere pubblico l'omicidio di massa degli ebrei in Polonia, in particolare dopo gli eventi legati all'insurrezione del ghetto di Varsavia quando gli ebrei rimasti nella città furono uccisi dalle unità al comando di Jürgen Stroop. Si suicidò a Londra per protestare contro l'inerzia degli Alleati.

## Biografia
Nacque il 21 febbraio 1895 nel villaggio di Borowica, all'epoca nell'Impero russo. La sua famiglia si trasferì a Krasnystaw nel 1899. Iniziò a lavorare in fabbrica all'età di 10 anni, due anni dopo si trasferì a Varsavia per poi ritornare a Krasnystaw all'inizio della prima guerra mondiale e successivamente trasferirsi con la famiglia a Chełm.

### Carriera
A vent'anni si impegnò attivamente nel movimento operaio ebraico. Nel 1917 rappresentò la città di Chełm alla prima convention del Bund in Polonia. La sua eloquenza e le sue capacità impressionarono la leadership del Bund, tanto che nel 1920 fu invitato a Varsavia per assumere il ruolo di segretario del Sindacato dei lavoratori metalmeccanici ebrei e di membro del comitato del Bund di Varsavia.
Nel 1924 fu eletto nel comitato centrale del Bund, carica che mantenne fino alla sua morte. Nel 1930, diresse la rivista dei sindacati ebraici Arbeiter Fragen, nel 1936 il comitato centrale lo inviò a Łódź per guidare il movimento operaio ebraico, nel 1938 fu eletto nel consiglio comunale della città di Łódź.

### Esilio
In seguito all'invasione nazista della Polonia nel settembre 1939, si rifugiò a Varsavia e partecipò nel comitato di difesa durante l'assedio e la difesa della città. Quando i nazisti occuparono Varsavia, richiesero la consegna di 12 ostaggi alla popolazione per prevenire ulteriori atti di resistenza. Stefan Starzyński propose al movimento sindacale ebraico di fornire come ostaggio Ester Iwińska, ma Zygielbojm si offrì volontario al suo posto.
Al suo rilascio, Zygielbojm fu nominato membro dello Judenrat, istituito dalle autorità naziste. I nazisti ordinarono allo Judenrat di istituire un ghetto a Varsavia. Zygielbojm si oppose pubblicamente all'ordine e i suoi compagni del Bund, temendo per la sua incolumità, fecero in modo che partisse. Nel dicembre 1939 raggiunse il Belgio. All'inizio del 1940, prese la parola a una riunione dell'Internazionale operaia socialista a Bruxelles dove descrisse la situazione della persecuzione nazista nei confronti dell'ebraismo polacco.
Quando i nazisti invasero il Belgio nel maggio 1940, Zygielbojm si spostò in Francia e successivamente negli Stati Uniti, dove trascorse un anno e mezzo cercando di convincere l'opinione pubblica statunitense della terribile condizione degli ebrei nella Polonia occupata dai nazisti.

### Consiglio nazionale
Nel marzo 1942 giunse a Londra per unirsi al Consiglio nazionale del governo polacco in esilio, fu uno dei due membri ebrei insieme a Ignacy Schwarzbart: continuò a tenere discorsi pubblici sul destino degli ebrei polacchi, tra cui un incontro del Partito Laburista britannico e un discorso trasmesso da BBC Radio il 2 giugno 1942. Il 25 giugno 1942, il quotidiano The Daily Telegraph riportò l'esistenza delle camere a gas naziste e l'uccisione di massa degli ebrei, basandosi sulle informazioni fornite da Zygielbojm.
Il suo opuscolo, scritto in inglese nel 1942 e intitolato Stop Them Now. German Mass Murder of Jews in Poland, con la prefazione di Lord Josiah Wedgwood, rappresentò il suo ultimo tentativo di sensibilizzare l'opinione pubblica sullo sterminio degli ebrei in Europa.
A metà del 1942, Jan Karski fu introdotto clandestinamente nel ghetto di Varsavia per fare da corriere tra la resistenza polacca e il governo polacco in esilio. Tra le figure che lo guidarono all'interno del ghetto vi fu Leon Feiner, appartenente al Bund come Zygielbojm. Karski chiese a Feiner cosa avrebbero dovuto fare gli ebrei statunitensi e britannici più popolari. "Dite ai leader ebrei", affermò Feiner, "che devono trovare la forza e il coraggio di compiere quei sacrifici che nessun altro statista ha mai dovuto affrontare, sacrifici dolorosi come il destino del mio popolo morente"
Nei mesi successivi al suo ritorno da Varsavia, Karski riferì ai governi polacco, britannico e statunitense sulla situazione in Polonia, in particolare del ghetto di Varsavia e del campo di sterminio di Bełżec, che aveva visitato segretamente. I resoconti giornalistici basati sui resoconti di Karski furono pubblicati dal The New York Times il 25 e il 26 novembre e dal The Times di Londra il 7 dicembre.
A dicembre, Karski descrisse le condizioni del ghetto a Zygielbojm, che trasmise il messaggio di Feiner:
Due settimane dopo, Zygielbojm intervenne di nuovo su BBC Radio in merito al destino degli ebrei in Polonia. "Sarà davvero un peccato continuare a vivere", disse, "se non si prenderanno provvedimenti per fermare il più grande crimine della storia umana".

## Suicidio

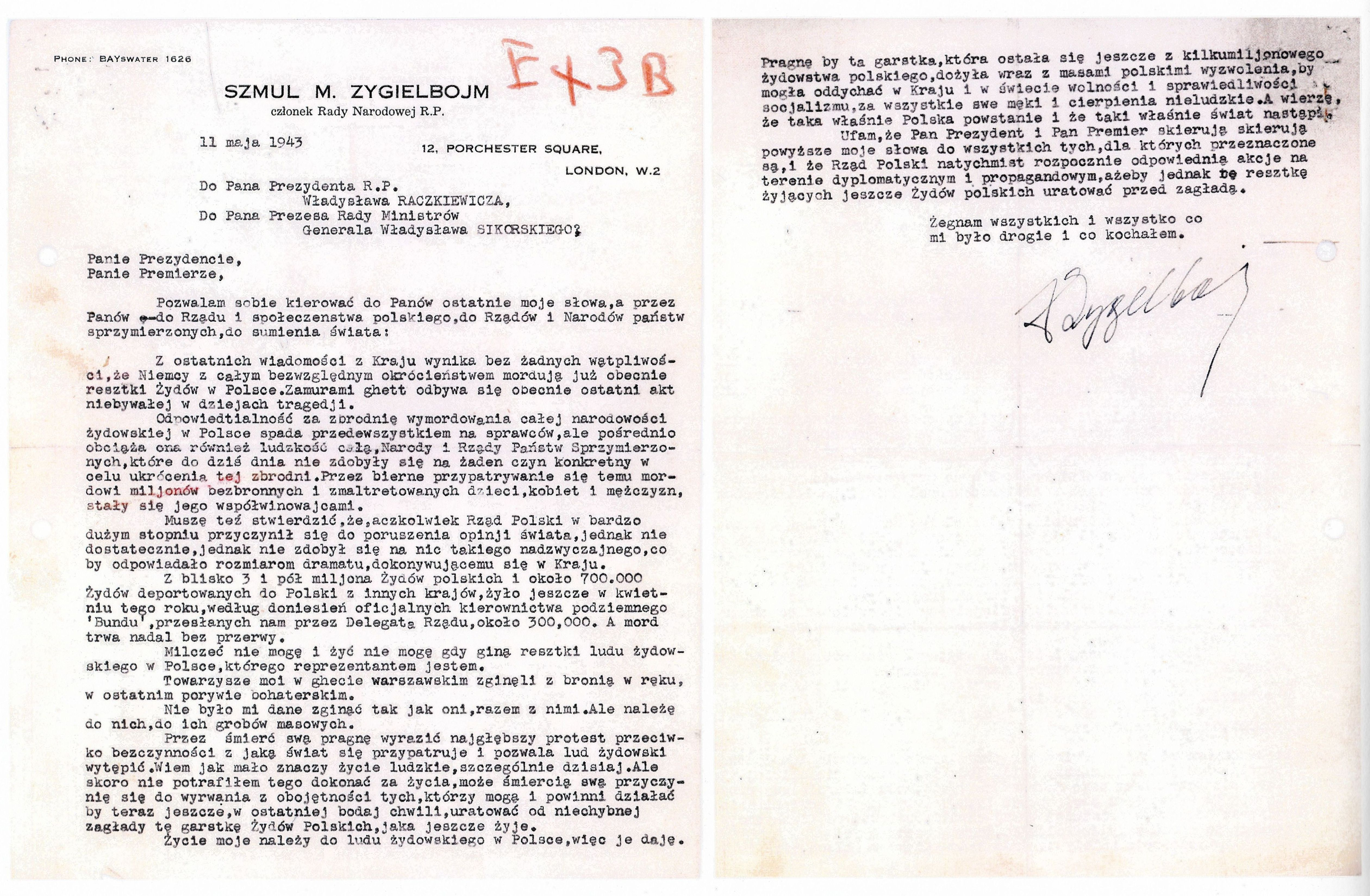
L'ultima lettera di Zygielbojm, indirizzata al presidente polacco Władysław Raczkiewicz e al primo ministro Władysław Sikorski e datata 11 maggio 1943.

Il 19 aprile 1943, si svolse la Conferenza delle Bermuda tra Regno Unito e Stati Uniti per discutere la situazione degli ebrei in Europa. Per coincidenza, quello stesso giorno i nazisti tentarono di liquidare gli ebrei rimasti nel ghetto di Varsavia incontrando un'inaspettata resistenza.
All'inizio di maggio, l'inutilità della Conferenza delle Bermuda divenne palese, qualche giorno dopo, Zygielbojm ricevette la notizia della soppressione dell'insurrezione nel ghetto di Varsavia e della definitiva liquidazione del ghetto. Inoltre venne anche a conoscenza dell'uccisione della moglie Manya e del figlio Tuvia sedicenne. L'11 maggio, Zygielbojm si tolse la vita a Londra con un'overdose di barbiturici, come forma di protesta contro l'indifferenza e l'inerzia manifestate dagli Alleati di fronte all'Olocausto in corso. Morì nell'ospedale di Saint Mary di Paddington il 12 maggio 1943.
In una lunga lettera d'addio indirizzata al presidente polacco Władysław Raczkiewicz e al primo ministro Władysław Sikorski, Zygielbojm affermò che se i nazisti erano responsabili dell'omicidio degli ebrei polacchi anche "l'intera umanità" era indirettamente colpevole. Accusò gli Alleati di "assistere passivamente a questo omicidio di milioni di bambini, donne e uomini inermi e torturati" e il governo polacco di non aver fatto abbastanza per contrastare tale tragedia.
Desiderava che la sua lettera fosse ampiamente pubblicizzata e sperava che "il governo polacco [intraprendesse] immediatamente un'azione diplomatica... per salvare dalla distruzione quanto rimanesse degli ebrei polacchi".
Dopo la sua morte, il seggio di Zygielbojm nel parlamento polacco dell'esilio fu assunto da Emanuel Scherer. Il figlio minore di Zygielbojm, Joseph, sopravvisse alla distruzione del ghetto. Dopo aver assunto un ruolo di leadership nella resistenza polacca durante il conflitto, emigrò negli Stati Uniti e divenne uno scienziato presso la NASA. Morì nel 1995, lasciando i figli Arthur e Paul.
Zygielbojm non lasciò un testamento,per questo motivo l'amministrazione del suo patrimonio fu affidata al giornalista Lucjan Blit.

## Memoriali

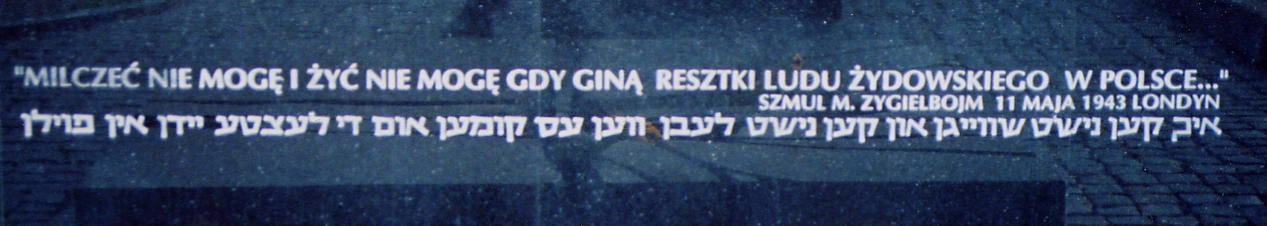
Iscrizione commemorativa a Varsavia.

Il corpo di Zygielbojm fu cremato in segno di protesta simbolica e in unione spirituale con i milioni di assassinati dell'Olocausto. Nel 1959, il figlio sopravvissuto trovò le ceneri in un capannone del cimitero ebraico di Golders Green a Londra. A causa della cremazione, la comunità religiosa non permise la sepoltura delle ceneri in un cimitero ebraico. Grazie all'assistenza del movimento sindacale ebraico statunitense, le ceneri di Zygielbojm furono trasferite negli Stati Uniti e inumate nel 1961 al New Mt. Carmel Cemetery di Ridgewood a New York.
Nel maggio 1996, fu dedicata una targa commemorativa all'angolo tra Porchester Road e Porchester Square a Londra, vicino al luogo del suicidio. La realizzazione del memoriale fu un progetto congiunto del Bund e del Gruppo dei Socialisti Ebrei. Alla cerimonia di commemorazione presenziarono l'ambasciatore polacco e il sindaco di Westminster.
Un altro monumento commemorativo in granito dedicato a Zygielbojm è stato collocato in un edificio al numero 5 di S. Dubois Street a Muranów, un progetto residenziale realizzato sulle rovine del ghetto di Varsavia.
Nel 2008 è stata posta una targa a Chełm, città in cui Zygielbojm aveva vissuto. Marek Edelman, un comandante della rivolta del ghetto di Varsavia, scrisse una lettera che venne letta nell'occasione.

## Nella cultura di massa
Zygielbojm è il soggetto di un documentario polacco del 2001 intitolato Śmierć Zygielbojma ("La morte di Zygielbojm"). La pellicola, diretta da Dżamila Ankiewicz, ricevette una candidatura al Festival di Cracovia.
Nel 2021 è stato protagonista del film drammatico polacco Śmierć Zygielbojma ("La morte di Zygielbojm"), narra l'indagine condotta da un giornalista britannico sulla vita di Szmul Zygielbojm e sui suoi tentativi di denunciare i crimini di guerra della Germania nazista. Il film è stato diretto da Ryszard Brylski e vede Wojciech Mecwaldowski nel ruolo del protagonista.